# Abtsgmünd
Abtsgmünd è un comune tedesco di 7 582 abitanti situato nel land del Baden-Württemberg.
Diede i natali al teologo ed umanista Bernhard Adelmann von Adelmannsfelden.
Il territorio comunale è bagnato dalle acque del fiume Kocher.

## Amministrazione

### Gemellaggi
- Castel Bolognese

Dal 12 novembre 2006, Abtsgmünd è gemellata con la città di Castel Bolognese (Ravenna). Il 13 maggio 2007 ad Abtsgmünd è stato controfirmato il Patto di Gemellaggio, in base al principio di reciprocità.